# Proboscina fragilis
Proboscina fragilis är en mossdjursart som beskrevs av Moyano 1991. Proboscina fragilis ingår i släktet Proboscina och familjen Oncousoeciidae. Inga underarter finns listade i Catalogue of Life.